# سامورایی جک
سامورایی جک (به انگلیسی: Samurai Jack) یک مجموعه تلویزیونی انیمیشن اکشن و ماجراجویی آمریکایی است که توسط گندی تارتاکوفسکی برای کارتون نت‌ورک و ادالت سویم ساخته شده‌است.